# ساتراب أرمينيا
ساتراب أرمينيا (بالأرمنية: Սատրապական Հայաստան)‏ ساتراباكان هاياستان؛ الفارسية القديمة:  𐎠𐎼𐎷𐎡𐎴 أرمينا أو 𐎠𐎼𐎷𐎡𐎴𐎹 أرمينيا، هي منطقة سيطرت عليها أسرة أورونتيد (بالأرمنية: Երվանդունիներ)‏ Yervanduniner 570–201 قبل الميلاد) كانت أحد ساترابات الإمبراطورية الأخمينية في القرن السادس قبل الميلاد، وقد صارت لاحقًا مملكة مستقلة. كانت عاصمتها في تشبه وفي وقت لاحق إريبوني.

## التاريخ

### الأصول
بعد انهيار مملكة أورارتو (أرارات)، وضعت المنطقة تحت إدارة الإمبراطورية الميدية والسكيثيين. في وقت لاحق غزتها الإمبراطورية الأخمينية، التي أدمجتها كساتراب وسمتها بذلك أرض «أرمينا» (باللغة الفارسية القديمة؛ «هارمينويا» وبالعيلامية؛ «أوراشتو» وباللغة البابلية).

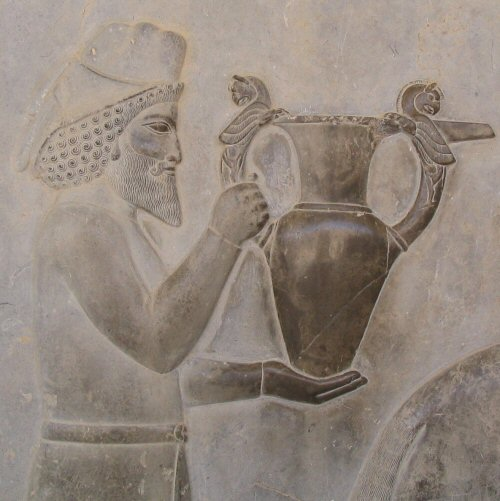
حامل جزية أرمني يحمل سفينة معدنية مع مقابض غريفين. القرن السادس قبل الميلاد

### سلالة أورونتيد
كانت سلالة أورونتيد، أو المعروفة باسمها الأصلي، إيرواندند أو يرفاندوني، سلالة وراثية من أرمينيا القديمة، وحكام الدولة الخلف لمملكة العصر الحديدي من أورارتو (أرارات). يذكر المؤرخون أن السلالة كانت من أصل إيراني، ويقترحون، رغم أن ذلك ليس واضحًا، أنها لها روابط الأسرية بالسلالة الأخمينية الحاكمة. وطوال وجودها، أكدت الأسرة نسبها من الأخمينيين من أجل تعزيز شرعيتهم السياسية.
حكم أعضاء من السلالة أرمينيا بشكل متقطع خلال فترة تمتد من القرن السادس حتى الثاني قبل الميلاد، أولا كملوك عملاء أو حكام للإمبراطوريات الميدية والأخمينية، وفي وقت لاحق، بعد انهيار الإمبراطورية الأخمينية، كحكام مستقلون، وفيما بعد ملوك لصوفين وكوماجيني، التي استسلمت في النهاية إلى الإمبراطورية الرومانية.
أسست سلاسة أورونتيد سيادتها على أرمينيا في وقت قريب من غزو السكوثيين والميديين في القرن السادس قبل الميلاد. كان مؤسسها أورونتيس الأول (الأرمينية: Սակավակյաց Ա Սակավակյաց ،Yervand I Sakavakyats). لقد وحد ابنه، تيغرانس أورونتيد، قواته مع كورش الكبير وقتل ملك الميديين. لقد أطلق عليه موسى شورين «أحكم وأقوى وأكثر ملوك الأرمن شجاعة».
من 553 قبل الميلاد إلى 521 قبل الميلاد، كانت أرمينيا مملكة خاضعة للإمبراطورية الأخمينية، لكن عندما كان دارا الأول ملكًا، قرر غزو أرمينيا. لقد أرسل أرمنيًا اسمه دادارسي لإيقاف التمرد ضد الحكم الفارسي، واستبدله لاحقًا بالجنرال الفارسي، فوميسا، الذي هزم الأرمن في عام 521 قبل الميلاد. في نفس الوقت تقريبًا، ادعى أرمني آخر يدعى أراخا، ابن هالديتا، أنه ابن آخر ملوك بابل، نبو نيد، وأطلق على نفسه اسم نبوخذ نصر الرابع. كان تمرده قصير الأجل وقد قمعه أنتفرانيس، حامل قوس دارا.
بعد معركة غوغميلا (331 قبل الميلاد)، تمكن أورنتيس الثالث من استعادة استقلال أرمينيا. ولكن في عام 201 قبل الميلاد، غزا أرضاشيس، وهو جنرال من الإمبراطورية السلوقية، وقيل أيضًا إنه عضو في أسرة أورونتيد، أرمينيا. لقد قُتل آخر ملك من أسرة أورنتيد وهو أورونتس الرابع، لكن الأسرة استمرت في الحكم في صوفين وكوماجيني حتى القرن الأول قبل الميلاد.
في نقشين للملك أنطيوخس الأول على نصب تذكاري له في جبل نمرود، يُعتقد أن أورونتيس الأول (ابن أرتاسوراس وزوج رودوغون ابنة أرتحششتا)، هو جد أسرة أورونتيد الحاكمة على كوماجيني، التي تعود أسرتهم لدارا الأول.